# Comuna Malniv, Mostîska
Malniv (în ucraineană Малнів) este o comună în raionul Mostîska, regiunea Liov, Ucraina, formată din satele Dubînkî, Malniv (reședința), Mazurî, Meleșkî și Zahorbî.

## Demografie
Componența lingvistică a comunei Malniv
     Ucraineană (99,78%)
     Alte limbi (0,06%)
Conform recensământului din 2001, majoritatea populației comunei Malniv era vorbitoare de ucraineană (99,78%), existând în minoritate și vorbitori de alte limbi.